# 一戸奈美
一戸 奈美（いちのへ なみ、1981年10月13日 - ）は、日本のタレント、女優。神奈川県厚木市出身。ハート・レイ所属。

## 略歴
厚木市立小鮎中学校を経て、神奈川県立厚木東高等学校卒業。本格デビュー前に本名で、TBSの『未来ナース』に彼氏（本物か設定かは不明）と一緒にガングロ制服姿で出演し、鈴木その子の美白術を受けた。
1999年10月、フジテレビの深夜ドラマ『賭事女王 -GAMBLE QUEEN-』に出演し女優デビュー。翌2000年にはフジテレビビジュアルクイーンに選ばれ、イメージビデオ『DEJAVU』を発表。フジテレビのバラエティ番組『お笑いV6病棟!』では、ビジュアルクイーン同期の川村亜紀、三津谷葉子とも共演した。
2003年、中越典子主演の連続テレビ小説『こころ』に玉越リカ子役で出演。同年10月、自身初の写真集『Ki・re・i!』を発表。
2005年、芸名を一戸奈未から本名の一戸奈美に改名するとともに、トップコートからフィットワンへ所属事務所を移籍。2008年9月、フィットワンからJVCエンタテインメント（2009年1月にビクターミュージックアーツに事業譲渡）へ移籍。
2011年1月11日、5歳年上の青年実業家と入籍したことを発表。同年2月に披露宴を挙げた。同年3月、タレントマネージメント関連業務がJVCエンタテインメントからハーキュリーズに移行したことにより移籍。
2016年2月、第1子の妊娠を発表。同年5月5日、自身のブログで男児を出産したことを明かした。

## 人物
- 父親が北海道出身[6]。3人兄妹の長女で、兄と弟がいる[7]。
- 好きな色は紫、ピンク、黒、白[8]。
- 中学時代はバスケットボール部に所属。地元の大会で優勝したことがある[1]。

### 交友関係
- ビジュアルクイーン同期であった川村亜紀と仲が良い[9]。
- 『ドールハウス』で共演した野波麻帆や春日井静奈、中江友紀とは今でも仲が良く、プライベートでも「ドールズ会」と銘打って食事や遊びに行ったりすることが多い[10]。
- お笑いコンビ「アップルパイン」の森下まいは高校の1年後輩に当たる[11]。

## 出演

### テレビドラマ
- 賭事女王-GAMBLE QUEEN-（1999年、フジテレビ） - 高倉朱々 役
- ラブコンプレックス（2000年、フジテレビ） - 島木ミン 役
- 魔がサスペンス劇場（2000年、フジテレビ） - リリエ 役
- ムコ殿（2001年、フジテレビ）
- Love Story（2001年、TBS）
- さよなら、小津先生（2001年、フジテレビ） - 大野遙 役
- 恋人はスナイパー （2001年10月11日、テレビ朝日） - 円道寺はな 役
- First Love（2002年、TBS） - 浜田万里子 役
- 恋人はスナイパー EPISODE2 （2002年12月24日、テレビ朝日） - 円道寺はな 役
- こころ（2003年、NHK） - 玉越リカ子 役
- エ・アロール 第8話・第9話（2003年、TBS） - 白石佳奈 役
- ドールハウス（2004年、TBS） - 薫 役
- 相棒 Season 3 第12話（2005年、テレビ朝日）
- 正しい恋愛のススメ（2005年、TBS） - 城崎京香(夏海) 役
- 医龍-Team Medical Dragon-（2006年、フジテレビ）
- 弁護士のくず 第6話（2006年、TBS） - 大谷薫役
- 新・科捜研の女 第9話（2006年、テレビ朝日） - 山崎冬美 役
- Xenos（2007年、テレビ東京） - 早妃 役
- 冠婚葬祭探偵（2007年11月26日、TBS 月曜ゴールデン） - 日向亜佐美 役
- 7人の女弁護士 第6話（2008年5月15日） - 村上郁江 役
- 弁護士 一之瀬凛子2（2010年1月18日、TBS 月曜ゴールデン） - 看護婦・真木 役
- 警視庁心理捜査官・明日香3（2013年1月7日、TBS 月曜ゴールデン） - 三宅襟子 役
- 十津川警部シリーズ49（2013年1月21日、TBS 月曜ゴールデン） - 脇田みどり 役
- 女医・早乙女美砂「ガラスの階段」（2013年2月4日、TBS 月曜ゴールデン） - 荒井ひろみ 役
- 刑事吉永誠一 涙の事件簿12（2013年10月2日、テレビ東京 水曜ミステリー9） - 清川由紀 役
- 山村美紗サスペンス 小京都連続殺人事件4（2019年2月9日、フジテレビ 土曜ワイド） - 津川雅子 役

### テレビ（ドラマ以外）
- 志村けんのバカ殿様(2000年、フジテレビ)
- お笑いV6病棟!（2000年10月 - 2001年3月、フジテレビ）
- 新・真夜中の王国(2004年 - 2005年、NHK-BS2)
- トウキョウもっと!2元気計画研究所（2007年3月 - 、TOKYO MXテレビ）
- 人気もん!（2007年4月 - 2011年4月、テレビ新広島）

### 映画
- 模倣犯（2002年、東宝） - 『テレビナイン』レポーター役
- ゴジラ FINAL WARS（2004年、東宝） - 新轟天号クルー役
- 恋人はスナイパー劇場版（2004年） - 円道寺はな 役
- MAKOTO（2005年）
- フライング☆ラビッツ（2008年）
- BABY BABY BABY! -ベイビィ ベイビィ ベイビィ-（2009年） - 桜井 役

### ビデオ・DVD
- DEJAVU（2000年、ポニーキャニオン）
- TERRORS 一戸奈未 或る死神の肖像画 Painting（2001年、フジテレビ） - 一瀬奈未 役

### 舞台
- マッスルミュージカル

## 書籍

### 写真集
- Ki・re・i!（2003年10月、彩文館出版、撮影：井ノ元浩二）ISBN 978-4775600207
- nnn（2006年10月24日、ワニブックス、撮影：NakayamaMasafumi）ISBN 978-4847029691